# クリスティーヌ・ド・ピザン

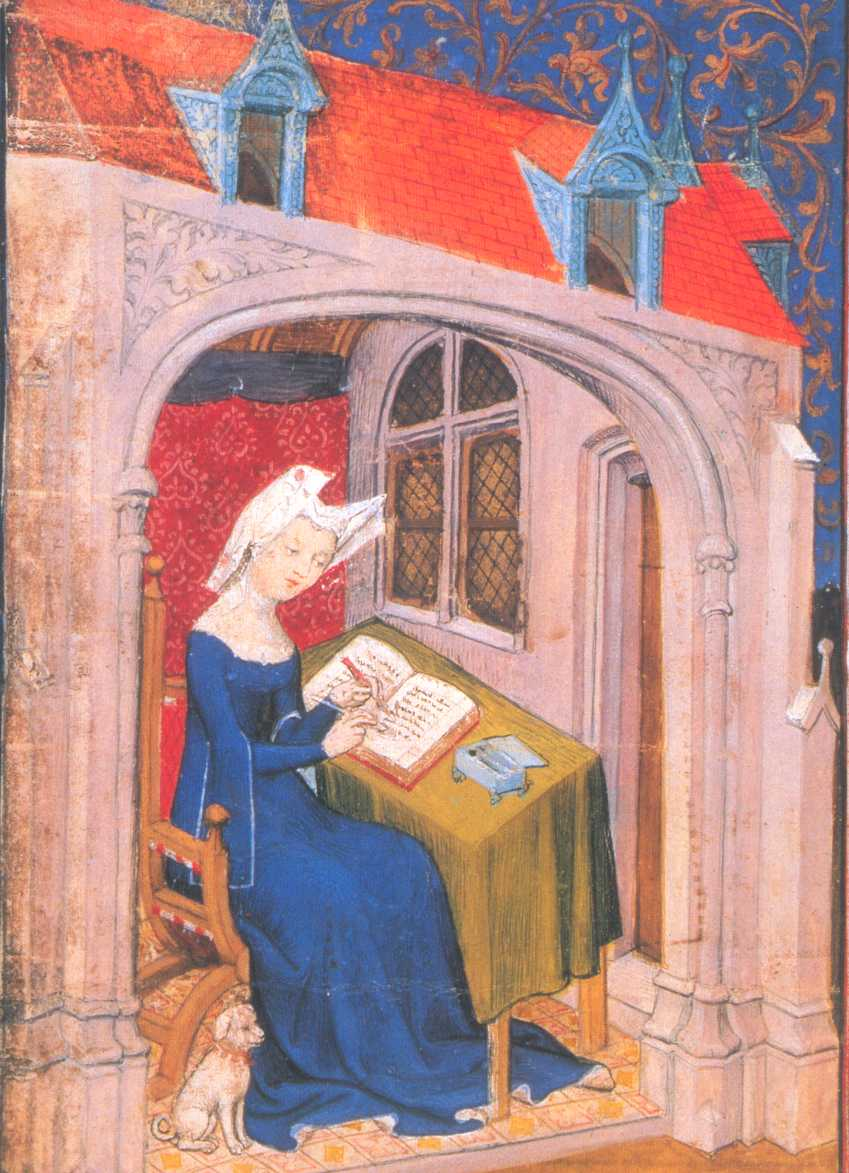
クリスティーヌ・ド・ピザン

クリスティーヌ・ド・ピザン（Christine de Pisan, Cristina da Pizzano, 1364年9月11日 - 1430年）は、主にフランスのパリ宮廷で活動した、中世のヴェネツィア出身の詩人、文学者。ヨーロッパ初の女性職業作家、フランス文学最初の女性職業文筆家とされる。反フェミニズム的な論調を取る『薔薇物語』続編に対抗し、『薔薇のことば』で女性擁護を訴えた。

## 経歴
1364年、クリスティーナとしてヴェネツィアに生まれた。4歳になったばかりの1368年、ボローニャ近郊ピサーノ出身で医師、占星術師としてフランスのシャルル5世の宮廷に仕えていた父、トンマーゾ・ディ・ベンヴェヌート・ダ・ピッツァーノに呼び寄せられた。一家は仏名ド・ピザンを名乗り、父はトマ、娘はクリスティーヌと呼ばれるようになった。
この時代の女性としては珍しく、幼いクリスティーヌは父から教育を受けた。シャルル5世の宮廷には、幅広い文献の仏訳書が揃う図書館があった。シャルル5世の父、善良王ジャン2世は書物と学問に強い関心を持ち、古典古代の文献を仏訳させる計画に着手した。その死後、計画は嫡子のシャルル5世に引き継がれた。図書館はルーヴルの古城の塔内にあり、アリストテレスの著作をはじめ、神学、歴史学、政治学、天文学、古典文学などの仏訳書が揃っていた。ペトラルカなどによる同時代文献の仏訳も収蔵され、当時のヨーロッパで最も充実した施設だった。クリスティーヌはこれらの書物に接し、フランス語で膨大な知識を吸収することができた。
1380年に国王秘書官エティエンヌ・ド・カステルと結婚した。同時期の他の女性と同じように家庭を守る女性として生きるはずだったが、父親と夫が相次いで死去し、二十代半ばで3人の子どもと母、姪を養うことになった。生計を立てるため、手稿の清書者として働きはじめ、当時流行していた恋愛詩を書くようになり、作品を次々に発表した。当時のフランスでは女性が著述を公に発表することは珍しく、クリスティーヌは注目を集め多くの執筆依頼が集まった。その後再婚することなく文筆家の道を選んだクリスティーヌは、主にフランス貴族に向けて作品や詞華集を執筆した。
1401年から1402年の文芸論争では、ジャン・ド・モントルイユが『薔薇物語』を絶賛した公開状に反論し、続編は女性蔑視であり、賛辞に値しないと主張した。この論争によってクリスティーヌの名はパリの文芸サロンに広まった。
詩作を行っていたクリスティーヌは徐々に散文にのめりこみ、女性の地位向上に専心した。才能が読者に認められ、政治についても影響を及ぼすようになった。平和の必要性を訴え、王政改革議論に参加した。
百年戦争が勃発すると、クリスティーヌはポワシーの修道院に隠遁し、1429年に最後の詩となった『ジャンヌ・ダルク讃』を刊行した翌年に亡くなった。

## 作品と活動
クリスティーヌは女性の宮廷での身分を擁護し、1399年の『愛の神への書簡』や、1402年の『薔薇のことば』で、『薔薇物語』の続編として1270年頃、聖職者ジャン・ド・マンによって描写された自由恋愛と女性蔑視的な表現に対抗し、15世紀になって勃発したフランス文学史上の大きな論争に女性擁護の立場で参加した。
書くことによって自身のジェンダーを擁護し、反女性的な姿勢に立ち向かったヨーロッパ初の女性とされる。政治、社会問題をテーマとする、当時の最も多産な著述家のひとりで、内乱期に平和のために著作活動を続けた。
シャルル5世の弟であるブルゴーニュ公フィリップ2世（豪胆公）は、クリスティーヌの『運命の変異』（Le Livre de la mutation de fortune、1403）に感銘を受け、兄の伝記執筆を依頼した。『賢明王シャルル5世の業績の数々と善行をめぐる書』（シャルル5世伝、Le Livre des fais et bonnes meurs du sage roy Charles V、1404）は王に関する同時代文献としては現存する唯一のものであり、中世研究者にとって重要な史料となっている。
1405年に発表された『女の都』（La Cité des dames）では女性の「理性」や「公正さ」が治めるユートピアを描いた。『女の都』は女性によって女性を擁護した最初にして最重要な著作であり、女性が同性読者に向けて書いたヨーロッパ初の書物とされる。刊行と同時に注目を集めた。物語は当時フランス知識人の間でも知る者の少なかったボッカッチョやダンテの作品に着想を得たとされる。
婦人向けの指南書『三つの徳性の書』（Le Livre des trois vertus à l'enseignement des dames、1405）は『女の都』に比べて保守的な内容だった。男性の間でも人気を博し、複数の言語に訳された。
軍からの委嘱で書いた『戦争と軍事技術の書』（Le Livre des Faits d'armes et de chevalerie、1410）は軍の教本として使われた。アルテュール・ド・リシュモンは同書から多大な影響を受けた。
最後の著作『ジャンヌ・ダルク頌』（Le Ditié de Jehanne d'Arc、1429）は詩作品で、ジャンヌ・ダルクを題材とした諸作品の嚆矢であり、ジャンヌ・ダルクの存命中に刊行された唯一の書物とされる。

## 日本語訳
- 『詩人クリスティーヌ・ド・ピザン』、沓掛良彦・横山安由美編訳、大和プレス、2018。ISBN 4-7837-2780-5